# Gabas (rivière)
Pour les articles homonymes, voir Gabas.
Le Gabas [ɡabas] est une rivière du Sud-Ouest de la France et un affluent gauche de l'Adour, entre le Bahus et le Louts. Il arrose les départements des Landes, des Pyrénées-Atlantiques, et des Hautes-Pyrénées, dans les deux régions Nouvelle-Aquitaine et Occitanie.

## Hydronymie
Son nom est un dérivé de gave[réf. nécessaire].

Le cartulaire de Saint-Sever mentionne le fluvius gavasensis vers 982. Il est également documenté sous les graphies Guabas (1548) et Gavas (1675) de même prononciation.
Les noms Gabassot, un affluent du Léez, et Gabastoû, un de ses précurseurs, en sont des hypocoristiques.

## Géographie
Le Gabas se forme dans le plateau de Ger au nord de Lourdes par la réunion du Gabastoû et de la Hounrède, puis s'écoule vers le nord-ouest comme le Luy de France (ce dernier étant toutefois un cours d'eau de longueur bien inférieure), l'Uzan et l'Ousse.
Dans le département des Landes, sa vallée est la plus occidentale du Tursan, à la limite de la Chalosse. Le Gabas passe au sud de Saint-Sever, pour confluer dans l'Adour un peu plus à l'ouest, à Toulouzette. Sa longueur est de 116,68 km.

### Barrage du Gabas

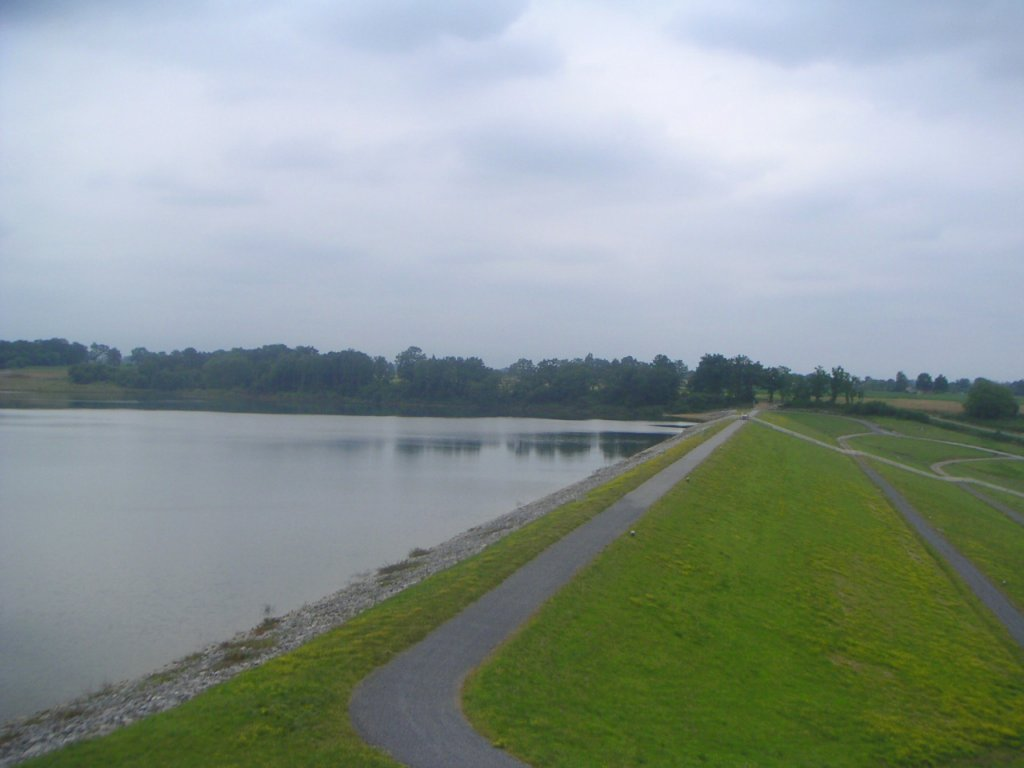
Lacs de Gabas.

Le barrage du Gabas est une retenue collinaire empiétant sur les territoires de Lourenties (64), Eslourenties-Daban (64), Luquet (65) et Gardères (65). Elle est destinée au soutien d'étiage du Gabas et à sa réalimentation. L'eau est destinée à l'irrigation du maïs, culture prépondérante dans le Sud-Ouest. Le barrage a été achevé en 2005.
Il s'agit d'un barrage poids de 28 mètres de haut. La retenue, longue de 5 kilomètres, dont la profondeur peut atteindre 35 mètres, a une capacité d'environ 20 000 000 m3.
Mis en eau à la fin de 2005, le lac est découpé en trois étendues d'eau reliées dont les deux premières constituent des réserves sauvages à niveau constant déjà très peuplées en 2007. Le grand lac est lui aussi devenu le territoire de très nombreux oiseaux (canards, aigrettes, hérons). Il est possible, en faisant le tour qui fait 15 kilomètres, d'apercevoir outre plusieurs centaines d'oiseaux, des poissons de belle taille.
Les exploitations agricoles (cultures et élevages) vont en certains endroits au plus près de l'eau. Le chemin piétonnier qui a été aménagé autour du lac s'éloigne donc parfois de la berge, constituant aussi des zones protégées, zones de quiétude, pour la flore ou la faune sauvage. Des panneaux rappellent l'interdiction de pénétrer dans ces exploitations privées et la présence de taureaux.
Ce lac artificiel, un des plus grands de la région pyrénéenne, constituera certainement une halte importante pour les oiseaux migrateurs dont un comptage est régulièrement fait par les sociétés de chasseurs riveraines. En ce qui concerne le tourisme, hormis les parkings, il a été mis des aménagements pour le public (bancs, tables) mais regroupés aux deux extrémités du lac. L'amélioration de la présentation de la zone avec de nombreuses plantations et ouvrages en particulier au bas de la retenue, permet de disposer d'un environnement agréable sous réserve que les zones arborées soient entretenues.
Les activités sur ce plan d'eau sont gérées par un comité de gestion constitué de l'Institution Adour, des représentants des communes limitrophes (Eslourenties-Daban, Gardères, Lourenties, Luquet), des représentants des communautés de communes limitrophes, d'un représentant de la CACG ainsi que des représentants des activités déjà autorisées (chasseurs, pêcheurs, nautisme avec la voile et le canoë kayak).
Chacune de ces activités a signé une convention d'utilisation avec l'Institution Adour.
À ce jour sont autorisées la pêche en « No kill », la chasse de nuit et la navigation à titre expérimental avec des restrictions de zone et de dates.
Une carte près d'une « maison » du Conseil général mentionne 29 parcours pédestres à l'ouest du lac de Gabas, chemins qui mèneront les randonneurs vers des lieux célèbres comme l'église de Morlaàs.

## Galerie

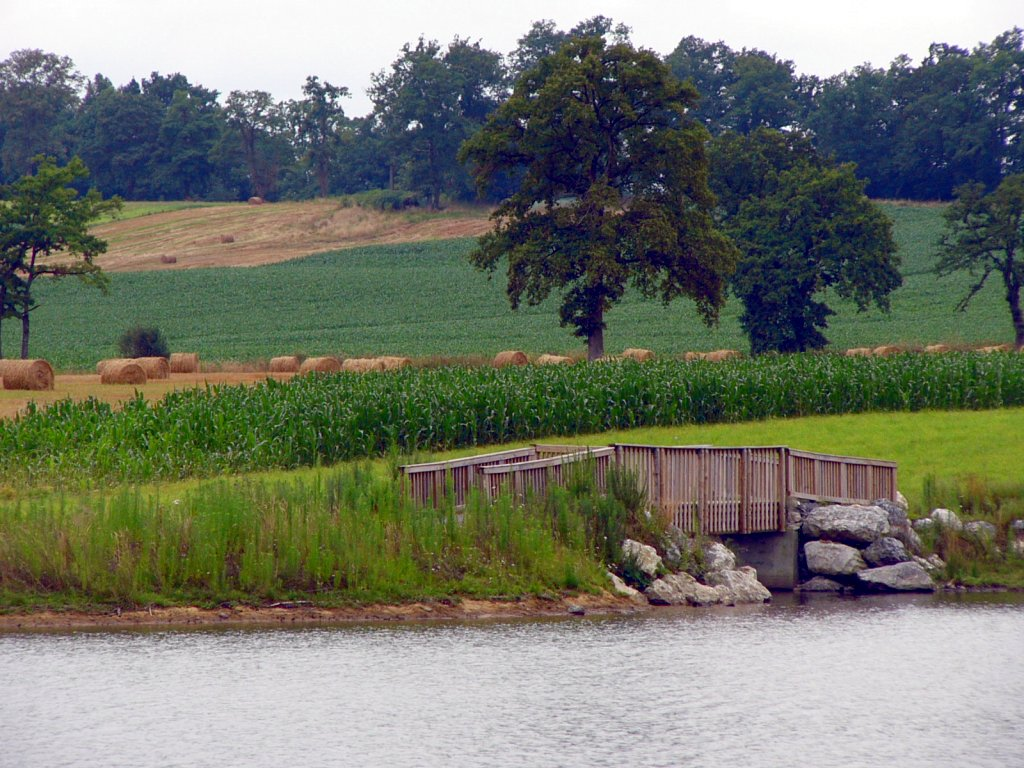
Petit pont du lac de Gabas.
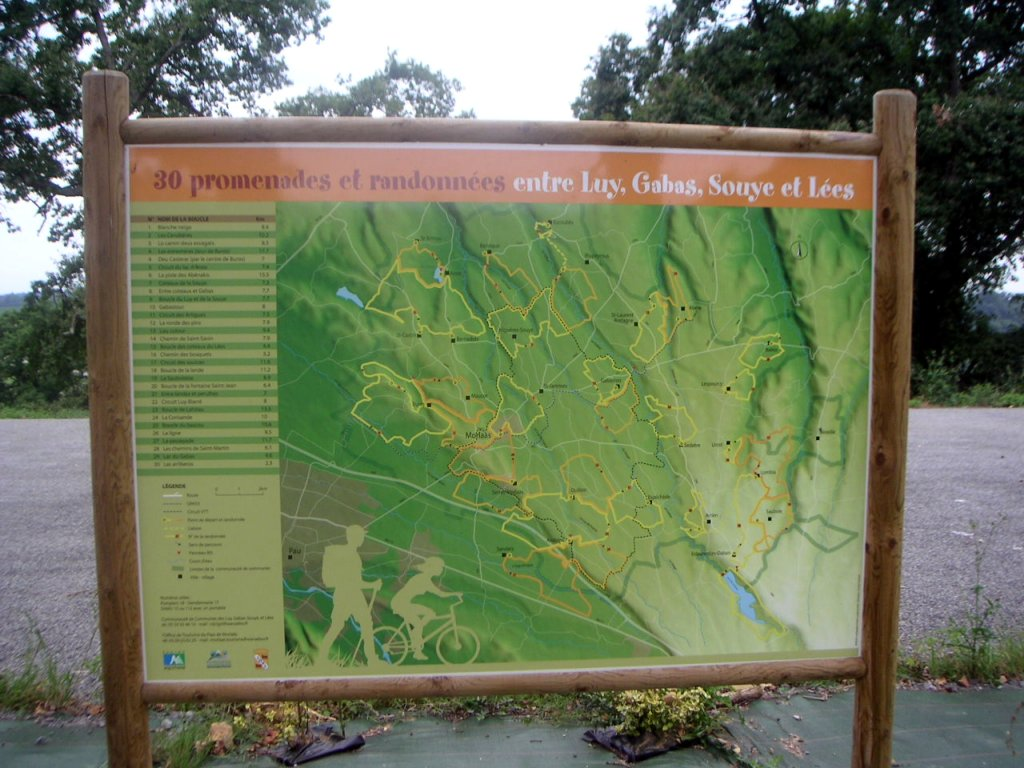
Carte des randonnées.
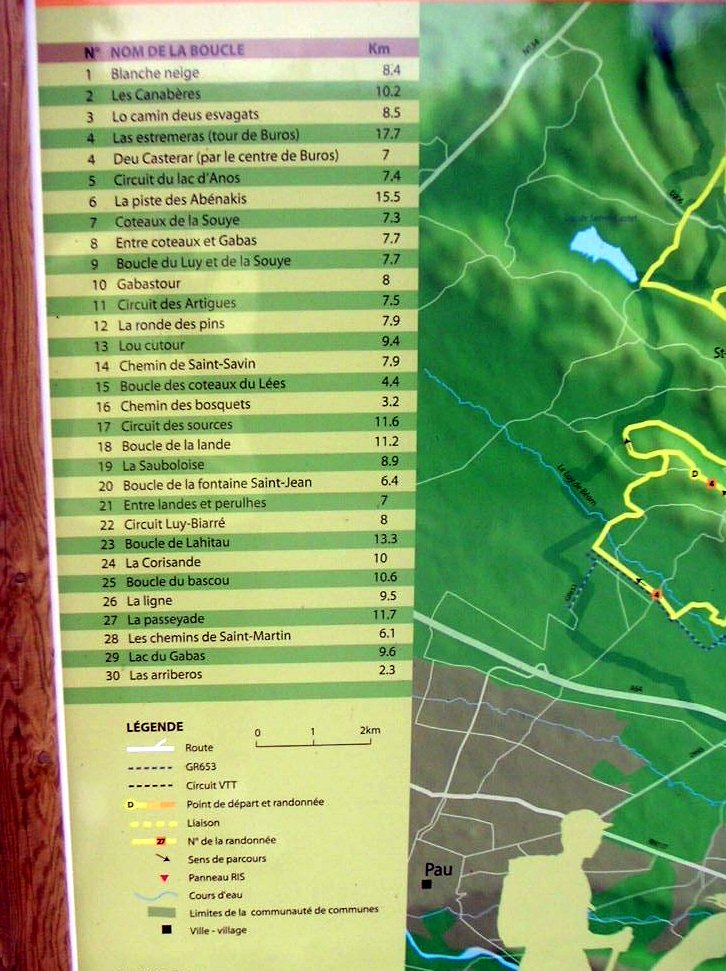
Liste des randonnées.
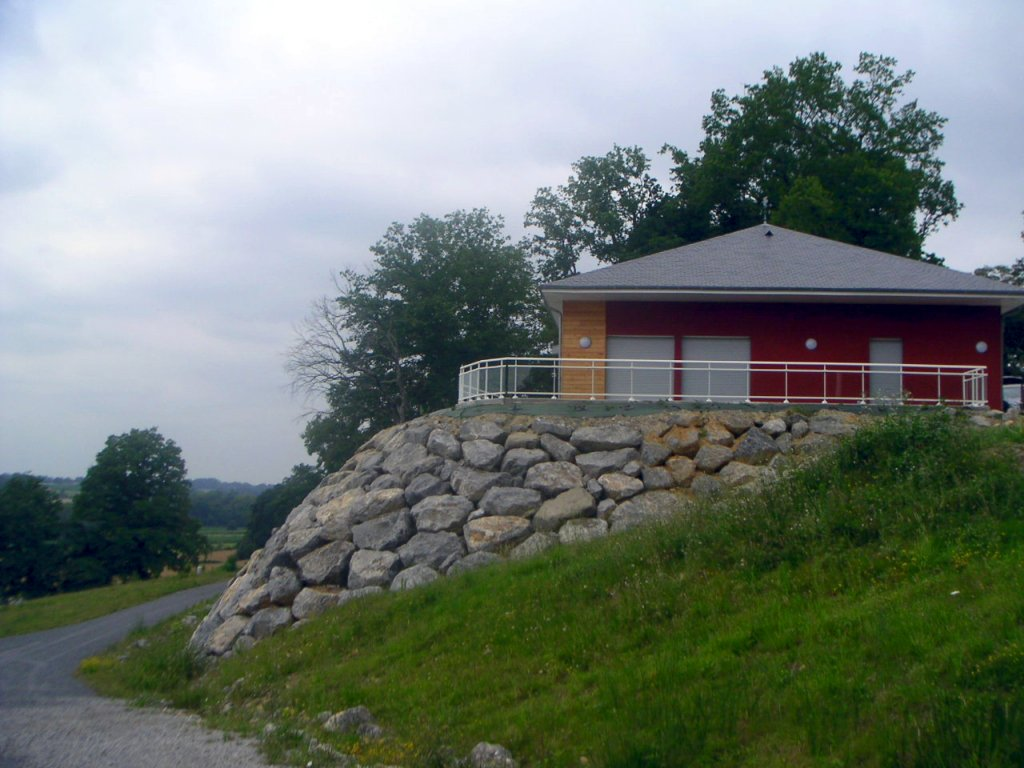
Maison de la pêche et de la nature.
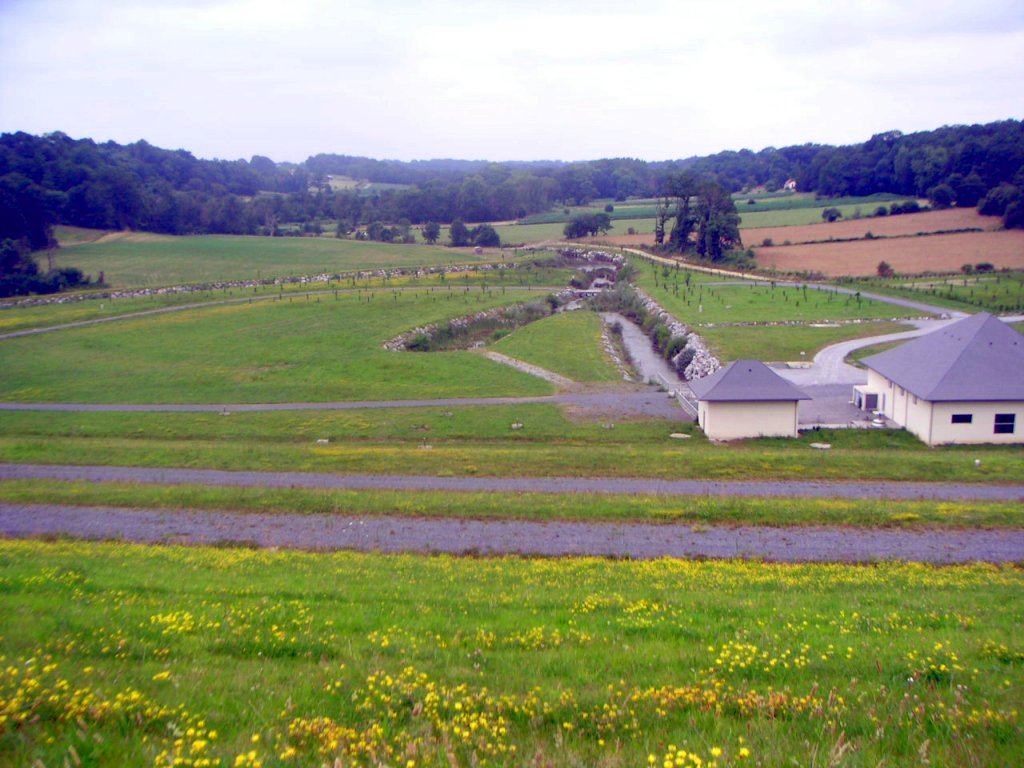
Bas de la retenue.
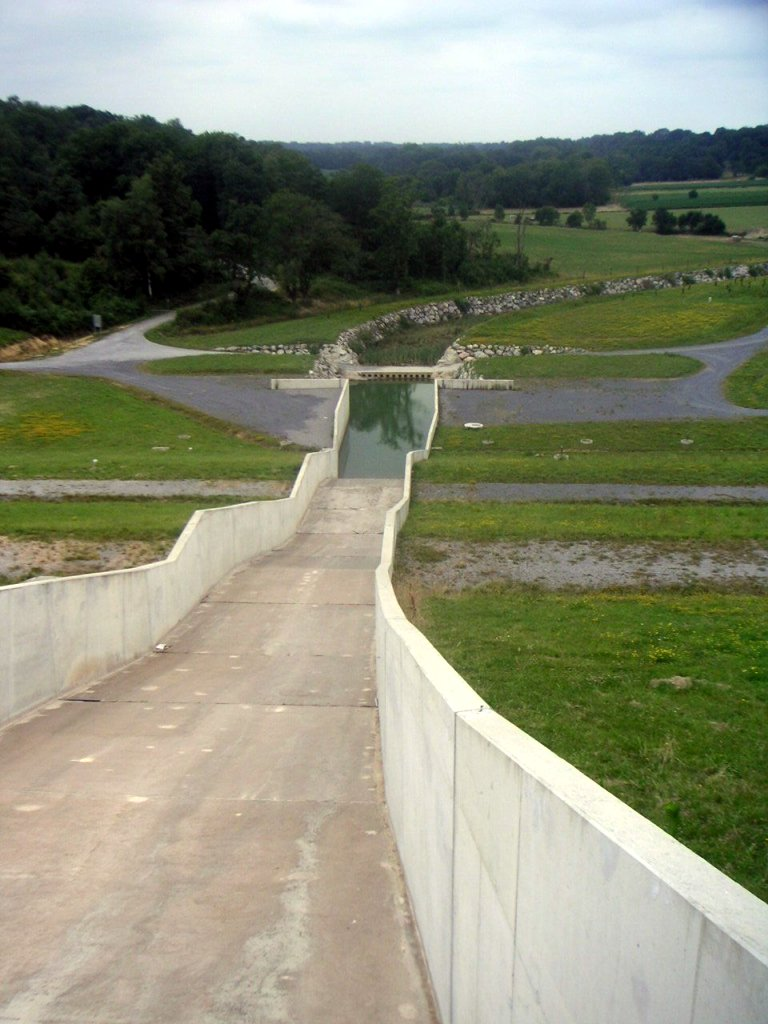
Déversoir du lac.
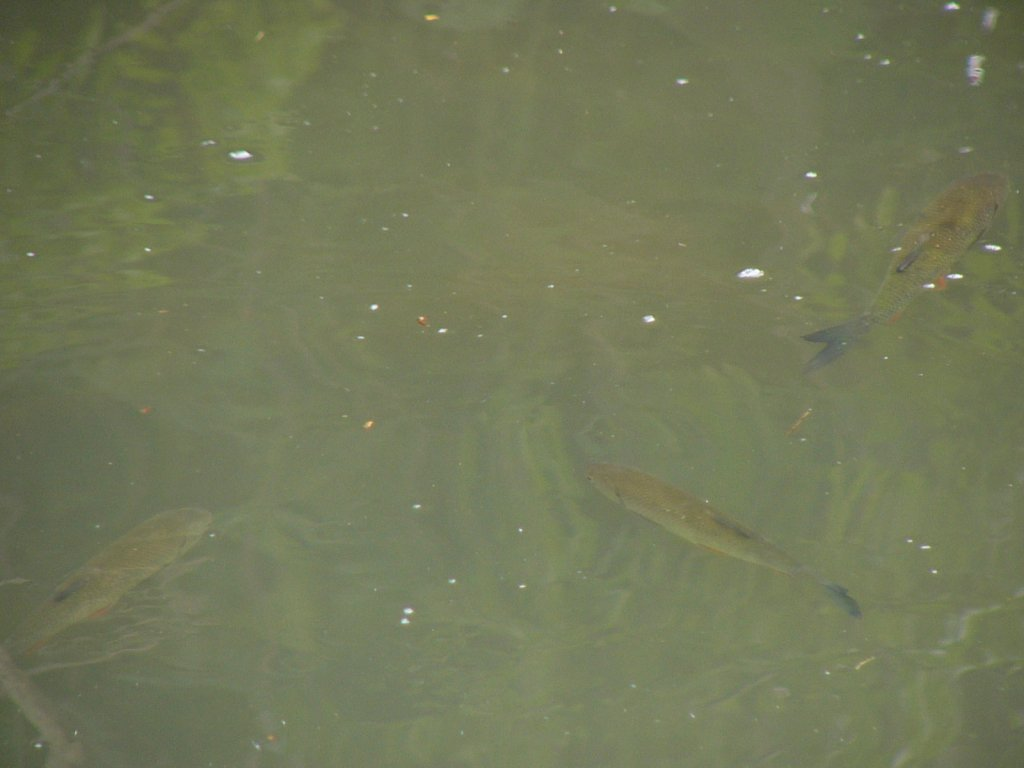
Un lac peuplé.
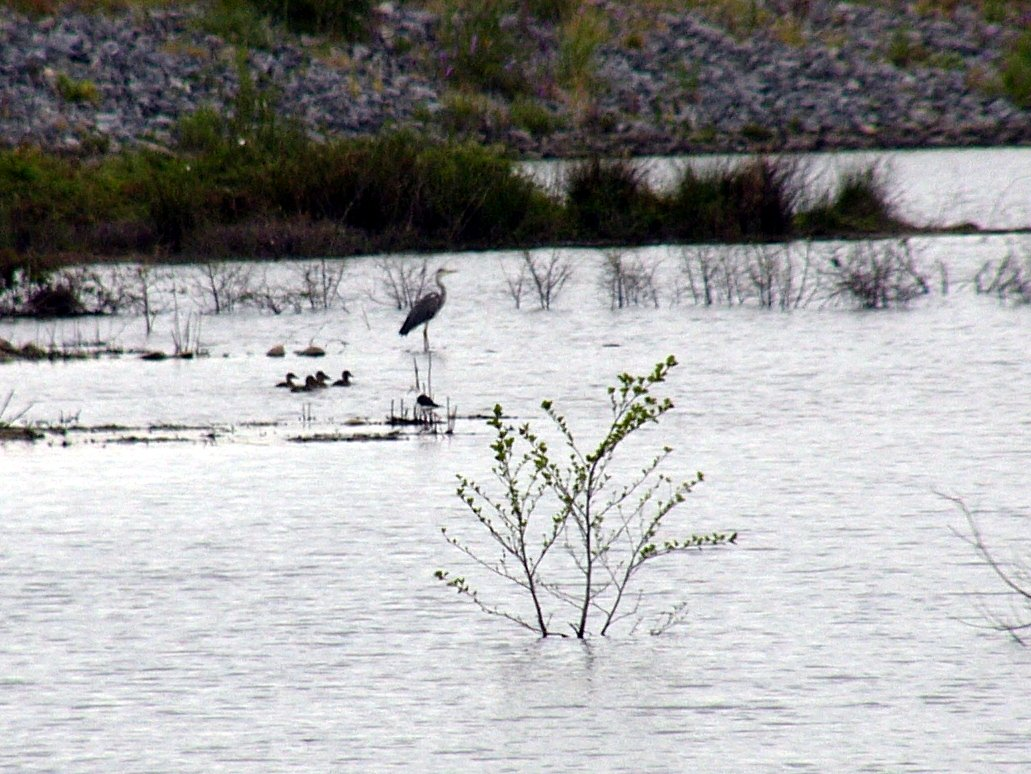
Et des oiseaux.
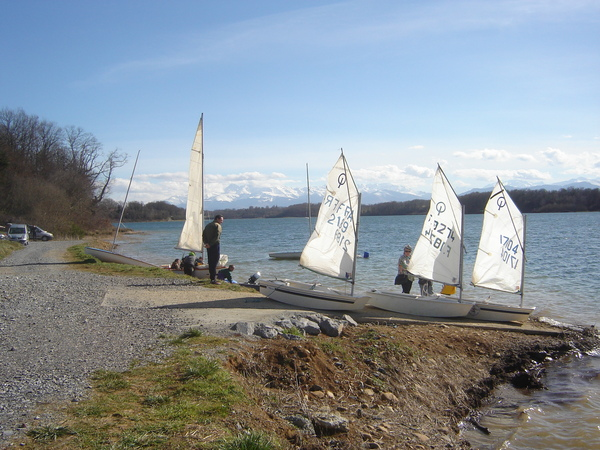
Et des bateaux.

## Communes et départements traversés

### Hautes-Pyrénées
- Gardères
- Luquet
- Ossun

### Pyrénées-Atlantiques
- Arrien
- Boueilh-Boueilho-Lasque
- Carrère
- Claracq
- Coublucq
- Escoubès
- Eslourenties-Daban
- Espéchède
- Gabaston
- Garlède-Mondebat
- Ger
- Lalonquette
- Lourenties
- Miossens-Lanusse
- Poursiugues-Boucoue
- Riupeyrous
- Sedzère
- Saint-Laurent-Bretagne
- Sévignacq

### Landes
- Arboucave
- Aubagnan
- Audignon
- Banos
- Bats
- Coudures
- Eyres-Moncube
- Hauriet
- Lacajunte
- Lauret
- Montaut
- Philondenx
- Pimbo
- Puyol-Cazalet
- Sainte-Colombe
- Saint-Sever
- Samadet
- Serres-Gaston
- Souprosse
- Toulouzette
- Urgons

## Principaux affluents
Le Gabas rassemble de nombreux ruisseaux issus du plateau de Ger. On parle de Gabas à partir de la confluence des deux premiers :
- (D) le Gabastoû[notes 2] (Gabaston)
- (G) la Hounrède (Hont hreda 'source froide')

Sont également collectés par le lac du Gabas :
- (G) le Camcassanou de Pontacq
- (G) le Hourparcé ou Goua de Michou de Pontacq
- (G) le Hoursoumou de Barzun
- (G) le Troû ou Troun (Tron[notes 3], Trond 'tonnerre' peut-être par étymologie populaire) de Livron et Prats.

Enfin le Gabas est renforcé de :
- (G) l'Ombre et
- (G) la Bayée ou la Bayle, de Lourenties
- (G) le Simpcéus[notes 4] ou Simpceü, de Barinque
- (G) le Rimblé, de Garlède-Mondebat
- (D) l'Arriutort, de Boueilho
- (D) le Bas, de Geaune en provenance de Lauret
  - (D) le Lescun[notes 5], en provenance de Saint-Loubouer
  - (G) le Petit Bas, en provenance de Pimbo
- (D) la Maà[notes 6], en provenance de Montsoué
- (G) le Laudon, en provenance d'Hagetmau

## Hydrologie
Le Gabas traverse sept zone hydrographiques, pour 417 km2 de superficie totale.
Son cours a été observé à Poursiugues-Boucoue, de 1967 à 2013 soit sur 47 ans, et son module est de 2,22 m3/s, pour un bassin versant de 142 km2.